# Epicauta obscureovittata
Epicauta obscureovittata es una especie de coleóptero de la familia Meloidae.

## Distribución geográfica
Habita en Birmania.